# Injunctief
De injunctief of iniunctivus is een wijs waarvan de betekenis min of meer overeenkomt met die van de conjunctief en de imperatief; er kan bijvoorbeeld een wil, wens of verbod mee worden uitgedrukt. Het verschil tussen de injunctief en deze andere vormen is dat de injunctief vrijwel uitsluitend in hoofdzinnen voorkomt.
De injunctief kwam als aparte wijs in ieder geval voor in het klassieke Sanskriet. De vormen hadden hier over het algemeen geen augment dat als tempusmarkerend prefix dienstdeed, omdat de bedoelde tempus nagenoeg altijd al uit de context bleek.
De injunctief kwam wellicht ook in andere vroege Indo-Europese talen voor, bijvoorbeeld het Proto-Indo-Europees en/of het Oudgrieks. In het Oudgrieks worden vormen van de aoristus en de onvoltooid verleden tijd zonder augment aangetroffen, die lijken op de Sanskriete injunctief. Er bestaat echter geen verschil in betekenis tussen deze vormen en de geaugmenteerde (geaspireerde) vormen die in het Grieks van Homerus en de Griekse epiek voorkomen. Het Griekse augment was dus wellicht ten tijde van Homerus nog een optioneel partikel, dat ongeveer "dan" betekende en in bepaalde gevallen aan de werkwoordsvorm werd toegevoegd. In latere tijden is het helemaal met de werkwoordsvorm zelf versmolten, zodat het er onder andere een tempusmarkerende functie bijkreeg.
Vermoedelijk fungeerde de injunctief in het Proto-Indo-Europees als de ¨neutrale¨ werkwoordsvorm die niet gemarkeerd was voor tegenwoordige of verleden tijd.